# Malý Horusický rybník
Malý Horusický rybník este o arie protejată (arie specială de conservare — SAC, sit de importanță comunitară — SCI) din Republica Cehă întinsă pe o suprafață de 4,99 ha, integral pe uscat.

## Localizare
Centrul sitului Malý Horusický rybník este situat la coordonatele 49°09′11″N 14°42′10″E / 49.153056°N 14.702778°E.

## Înființare
Situl Malý Horusický rybník a fost declarat sit de importanță comunitară în aprilie 2005 pentru a proteja 1 specie de plante. Situl a fost protejat și ca arie specială de conservare în iulie 2012.

## Biodiversitate
Situată în ecoregiunea continentală, aria protejată nu include niciun habitat protejat.
La baza desemnării sitului se află o specie protejată de  plante: Coleanthus subtilis.